# Пойковский (шахматный турнир)

Эмблема шахматного турнира Пойковский

Пойковский — международные турниры по шахматам, проводящиеся ежегодно с 2000 года в посёлке Пойковский в Нефтеюганском районе Ханты-Мансийского автономного округа России. В различных источниках также именуется как «Турнир имени Анатолия Карпова».

## История
Идея поведения турнира возникла у главы Нефтеюганского района ХМАО Александра Клепикова в марте 2000 года в ходе визита в пгт Пойковский экс-чемпиона мира А. Е. Карпова. На тот момент ещё не было ни одного соревнования, носившего имя 12-го чемпиона мира по шахматам, и А. Клепиков предложил это исправить. Анатолий Карпов принял предложение и взял на себя решение организационных вопросов, а администрация Нефтеюганского района ХМАО поработало вопросы финансирования. Сотрудничество между администрацией района и А. Е. Карповым по вопросам организации данного соревнования стало долгосрочным и продолжается до настоящего времени.
За прошедший период в турнире приняли участие бывший чемпион мира ФИДЕ Р. О. Пономарёв, претенденты на звание чемпиона мира по шахматам (Б. А. Гельфанд, А. Д. Широв), шахматисты, становившиеся чемпионами отдельных государств (Э. Бакро, Ван Хао, А. А. Волокитин, Ф. Каруана, А. С. Морозевич, А. В. Онищук, И. Шарич и др.), Европы (Э. Д. Сутовский) и другие известные спортсмены, вследствие чего в ряде СМИ турнир в Пойковском характеризуется как престижный и входящий в число сильнейших в мире.
Местом проведения соревнований до 2022 года был посёлок Пойковский, в 2025 году турнир прошёл в г. Ханты-Мансийске. Данное соревнование было включено в серию FIDE Circuit и было приурочено к 50-летию провозглашения Анатолия Карпова 12-м чемпионом мира. В нём приняли участие 10 гроссмейстеров из 7 стран. На момент проведения это был сильнейший у России шахматный турнир.

## Формат турнира
Соревнование проходит по круговой системе и традиционно состоит из 10 участников как из России, так и из-за рубежа. Исключением стали 11-й турнир (2010) (12 спортсменов) и 21-й турнир (2022) (9 шахматистов). Всего по состоянию на 2019 год в турнирах в Пойковском приняло участие 65 шахматистов из 33 стран мира.

## Победители в Пойковском
| №  | Год  | Победитель                         | Страна            |  | +   | −   | =   | Очки    | Категория |
| -- | ---- | ---------------------------------- | ----------------- |  | --- | --- | --- | ------- | --------- |
| 1  | 2000 | Виорел Бологан                     | Молдова           |  | 5   | 0   | 4   | 7 из 9  | 14        |
| 2  | 2001 | Виорел Бологан (2)                 | Молдова           |  | 4   | 1   | 4   | 6 из 9  | 15        |
| 3  | 2002 | Александр Онищук                   | США               |  | 3   | 0   | 6   | 6 из 9  | 16        |
| 4  | 2003 | Пётр Свидлер Жоэль Лотье           | Россия · Франция  |  | 3   | 0   | 6   | 6 из 9  | 16        |
| 5  | 2004 | Александр Грищук Сергей Рублевский | Россия · Россия   |  | 4 3 | 1 0 | 4 6 | 6 из 9  | 18        |
| 6  | 2005 | Этьен Бакро Виорел Бологан (3)     | Франция · Молдова |  | 3 4 | 0 1 | 6 4 | 6 из 9  | 18        |
| 7  | 2006 | Алексей Широв                      | Испания           |  | 3   | 0   | 6   | 6 из 9  | 18        |
| 8  | 2007 | Дмитрий Яковенко                   | Россия            |  | 3   | 0   | 6   | 6 из 9  | 17        |
| 9  | 2008 | Сергей Рублевский (2)              | Россия            |  | 2   | 0   | 7   | 5½ из 9 | 18        |
| 10 | 2009 | Александр Мотылёв                  | Россия            |  | 5   | 0   | 4   | 7 из 9  | 18        |
| 11 | 2010 | Сергей Карякин                     | Россия            |  | 4   | 1   | 6   | 7 из 11 | 18        |
| 12 | 2011 | Этьен Бакро (2)                    | Франция           |  | 2   | 0   | 7   | 5½ из 9 | 19        |
| 13 | 2012 | Дмитрий Яковенко (2)               | Россия            |  | 3   | 0   | 6   | 6 из 9  | 18        |
| 14 | 2013 | Павел Эльянов                      | Украина           |  | 4   | 1   | 4   | 6 из 9  | 18        |
| 15 | 2014 | Александр Морозевич                | Россия            |  | 3   | 0   | 6   | 6 из 9  | 18        |
| 16 | 2015 | Антон Коробов                      | Украина           |  | 4   | 1   | 4   | 6 из 9  | 17        |
| 17 | 2016 | Антон Коробов (2)                  | Украина           |  | 4   | 1   | 4   | 6 из 9  | 18        |
| 18 | 2017 | Эмиль Сутовский                    | Израиль           |  | 5   | 0   | 4   | 7 из 9  | 18        |
| 19 | 2018 | Дмитрий Яковенко (3)               | Россия            |  | 4   | 0   | 5   | 6½ из 9 | 18        |
| 20 | 2019 | Владислав Артемьев                 | Россия            |  | 3   | 1   | 5   | 5½ из 9 | 18        |
| 21 | 2022 | Санан Сюгиров                      | Россия            |  | 2   | 0   | 6   | 5 из 8  | 16        |
| 22 | 2025 | Амин Табатабаи                     | Иран              |  | 3   | 0   | 6   | 6 из 9  | 16        |